# Liste des choix de repêchages des Whalers de Hartford
Cette liste contient tous les joueurs de hockey sur glace ayant été repêchés par les Whalers de Hartford, ancienne franchise de la Ligue nationale de hockey. Les joueurs listés ci-dessus n'ont pas obligatoirement joué un match sous le maillot de l'équipe.
Elle regroupe les joueurs depuis le Repêchage de 1979 organisé par la LNH en 1978-1979, jusqu’au Repêchage de 1996. Lors de la saison 1996-1997, les Whalers déménagent et deviennent les Hurricanes de la Caroline,. Les joueurs sont classés par année de repêchage. Les deux premières colonnes donnent le rang et le tour duquel le joueur a été repêché suivis de son nom, de sa nationalité et de sa position de jeu.

## Les repêchages d'entrée

### 1979
| No  | Tour | Nom            | Nationalité | Position      |
| --- | ---- | -------------- | ----------- | ------------- |
| 18  | 1er  | Ray Allison    | Canada      | Ailier droit  |
| 39  | 2e   | Stuart Smith   | Canada      | Défenseur     |
| 60  | 3e   | Don Nachbaur   | Canada      | Centre        |
| 81  | 4e   | Ray Neufeld    | Canada      | Ailier droit  |
| 102 | 5e   | Mark Renaud    | Canada      | Défenseur     |
| 123 | 6e   | David McDonald | Canada      | Ailier gauche |

### 1980
| No  | Tour | Nom              | Nationalité | Position       |
| --- | ---- | ---------------- | ----------- | -------------- |
| 8   | 1er  | Fred Arthur      | Canada      | Défenseur      |
| 29  | 2e   | Michel Galarneau | Canada      | Centre         |
| 50  | 3e   | Mickey Volcan    | Canada      | Défenseur      |
| 71  | 4e   | Kevin McClelland | Canada      | Ailier droit   |
| 92  | 5e   | Darren Jensen    | Canada      | Gardien de but |
| 113 | 6e   | Mario Cerri      | Canada      | Centre         |
| 134 | 7e   | Michael Martin   | Canada      | Défenseur      |
| 155 | 8e   | Brent Denat      | Canada      | Ailier gauche  |
| 176 | 9e   | Paul Fricker     | Canada      | Gardien de but |
| 197 | 10e  | Lorne Bokshowan  | Canada      | Centre         |

### 1981
| No  | Tour | Nom             | Nationalité | Position       |
| --- | ---- | --------------- | ----------- | -------------- |
| 4   | 1er  | Ron Francis     | Canada      | Centre         |
| 61  | 3e   | Paul MacDermid  | Canada      | Ailier droit   |
| 67  | 4e   | Mike Hoffman    | Canada      | Ailier gauche  |
| 93  | 5e   | William Maguire | Canada      | Défenseur      |
| 103 | 5e   | Dan Bourbonnais | Canada      | Ailier gauche  |
| 130 | 7e   | John Mokosak    | Canada      | Défenseur      |
| 151 | 8e   | Denis Doré      | Canada      | Ailier droit   |
| 172 | 9e   | Jeffrey Poeschl | États-Unis  | Gardien de but |
| 193 | 10e  | Larry Power     | Canada      | Centre         |

### 1982
| No  | Tour | Nom               | Nationalité | Position      |
| --- | ---- | ----------------- | ----------- | ------------- |
| 14  | 1er  | Paul Lawless      | Canada      | Ailier gauche |
| 35  | 2e   | Mark Paterson     | Canada      | Défenseur     |
| 56  | 3e   | Kevin Dineen      | Canada      | Ailier droit  |
| 67  | 4e   | Ulf Samuelsson    | Suède       | Défenseur     |
| 88  | 5e   | Ray Ferraro       | Canada      | Centre        |
| 109 | 6e   | Randy Gilhen      | Allemagne   | Centre        |
| 130 | 7e   | Jim Johannson     | États-Unis  | Centre        |
| 151 | 8e   | Mickey Krampotich | États-Unis  | Ailier gauche |
| 172 | 9e   | Kevin Skilliter   | Canada      | Défenseur     |
| 214 | 11e  | Martin Linse      | Suède       | Centre        |
| 235 | 12e  | Randy Cameron     | Canada      | Défenseur     |

### 1983
| No  | Tour | Nom             | Nationalité | Position       |
| --- | ---- | --------------- | ----------- | -------------- |
| 2   | 1er  | Sylvain Turgeon | Canada      | Ailier gauche  |
| 20  | 1er  | David Jensen    | États-Unis  | Centre         |
| 23  | 2e   | Ville Sirén     | Finlande    | Défenseur      |
| 61  | 3e   | Leif Karlsson   | Suède       | Défenseur      |
| 64  | 4e   | Dave MacLean    | Canada      | Ailier droit   |
| 72  | 4e   | Ron Chyzowski   | Canada      | Centre         |
| 104 | 6e   | Brian Johnson   | États-Unis  | Centre         |
| 124 | 7e   | Joe Reekie      | Canada      | Défenseur      |
| 143 | 8e   | Chris Duperron  | Canada      | Défenseur      |
| 144 | 8e   | James Falle     | Canada      | Gardien de but |
| 164 | 9e   | Bill Fordy      | Canada      | Ailier gauche  |
| 193 | 10e  | Reine Karlsson  | Suède       | Centre         |
| 204 | 11e  | Allan Acton     | Canada      | Ailier gauche  |
| 224 | 12e  | Darcy Kaminski  | Canada      | Défenseur      |

### 1984
| No  | Tour | Nom            | Nationalité | Position       |
| --- | ---- | -------------- | ----------- | -------------- |
| 11  | 1er  | Sylvain Côté   | Canada      | Défenseur      |
| 110 | 6e   | Mike Millar    | Canada      | Ailier droit   |
| 131 | 7e   | Mike Vellucci  | États-Unis  | Défenseur      |
| 173 | 9e   | John Devereaux | États-Unis  | Centre         |
| 194 | 10e  | Brent Regan    | Canada      | Ailier droit   |
| 215 | 11e  | Jim Culhane    | Canada      | Défenseur      |
| 236 | 12e  | Peter Abric    | Canada      | Gardien de but |

### 1985
| No  | Tour | Nom            | Nationalité | Position       |
| --- | ---- | -------------- | ----------- | -------------- |
| 5   | 1er  | Dana Murzyn    | Canada      | Défenseur      |
| 26  | 2e   | Kay Whitmore   | Canada      | Gardien de but |
| 68  | 4e   | Gary Callaghan | Canada      | Centre         |
| 110 | 6e   | Shane Churla   | Canada      | Ailier droit   |
| 131 | 7e   | Chris Brant    | Canada      | Ailier gauche  |
| 152 | 8e   | Brian Puhalski | Canada      | Ailier gauche  |
| 173 | 9e   | Greg Dornbach  | États-Unis  | Centre         |
| 194 | 10e  | Paul Tory      | Canada      | Centre         |
| 215 | 11e  | Jerry Pawloski | États-Unis  | Défenseur      |
| 236 | 12e  | Bruce Hill     | Canada      | Ailier gauche  |

### 1986
| No  | Tour | Nom            | Nationalité | Position       |
| --- | ---- | -------------- | ----------- | -------------- |
| 11  | 1er  | Scott Young    | États-Unis  | Ailier droit   |
| 32  | 2e   | Marc Laforge   | Canada      | Défenseur      |
| 74  | 4e   | Brian Chapman  | Canada      | Défenseur      |
| 95  | 5e   | William Horn   | Canada      | Gardien de but |
| 116 | 6e   | Joseph Quinn   | Canada      | Ailier droit   |
| 137 | 7e   | Steve Torrel   | États-Unis  | Centre         |
| 158 | 8e   | Ron Hoover     | Canada      | Ailier gauche  |
| 179 | 9e   | Robert Glasgow | Canada      | Ailier droit   |
| 200 | 10e  | Sean Evoy      | Canada      | Gardien de but |
| 221 | 11e  | Cal Brown      | Canada      | Défenseur      |
| 242 | 12e  | Brian Verbeek  | Canada      | Centre         |
| 8   | R.S  | Joe Tracy      | États-Unis  | Ailier droit   |

### 1987
| No  | Tour | Nom            | Nationalité | Position       |
| --- | ---- | -------------- | ----------- | -------------- |
| 18  | 1er  | Jody Hull      | Canada      | Ailier droit   |
| 39  | 2e   | Adam Burt      | États-Unis  | Défenseur      |
| 81  | 4e   | Terry Yake     | Canada      | Centre         |
| 102 | 5e   | Marc Rousseau  | Canada      | Défenseur      |
| 123 | 6e   | Jeff St. Cyr   | Canada      | Défenseur      |
| 144 | 7e   | Gregory Wolf   | États-Unis  | Défenseur      |
| 165 | 8e   | John Moore     | Canada      | Centre         |
| 186 | 9e   | Joseph Day     | États-Unis  | Ailier gauche  |
| 228 | 11e  | Kevin Sullivan | États-Unis  | Ailier droit   |
| 249 | 12e  | Steve Laurin   | Canada      | Gardien de but |
| 6   | R.S  | Ken Lovsin     | Canada      | Défenseur      |

### 1988
| No  | Tour | Nom                   | Nationalité | Position      |
| --- | ---- | --------------------- | ----------- | ------------- |
| 11  | 1er  | Christopher Govedaris | Canada      | Ailier gauche |
| 32  | 2e   | Barry Richter         | États-Unis  | Défenseur     |
| 74  | 4e   | Dean Dyer             | Canada      | Centre        |
| 95  | 5e   | Scott Morrow          | États-Unis  | Ailier gauche |
| 116 | 6e   | Corey Beaulieu        | Canada      | Défenseur     |
| 137 | 7e   | Kerry Russell         | Canada      | Ailier droit  |
| 158 | 8e   | James Burke           | États-Unis  | Défenseur     |
| 179 | 9e   | Mark Hirth            | États-Unis  | Centre        |
| 200 | 10e  | Wayde Bucsis          | Canada      | Ailier droit  |
| 221 | 11e  | Robert White          | Canada      | Défenseur     |
| 242 | 12e  | Daniel Slatalla       | États-Unis  | Ailier gauche |
| 16  | R.S  | Todd Krygier          | États-Unis  | Défenseur     |

### 1989
| No  | Tour | Nom             | Nationalité     | Position      |
| --- | ---- | --------------- | --------------- | ------------- |
| 10  | 1er  | Bobby Holik     | Tchécoslovaquie | Centre        |
| 52  | 3e   | Blair Atcheynum | Canada          | Ailier droit  |
| 73  | 4e   | Jim McKenzie    | Canada          | Ailier gauche |
| 94  | 5e   | James Black     | Canada          | Ailier gauche |
| 115 | 6e   | Jerome Bechard  | Canada          | Ailier gauche |
| 136 | 7e   | Scott Daniels   | Canada          | Ailier gauche |
| 157 | 8e   | Raymond Saumier | Canada          | Ailier droit  |
| 178 | 9e   | Michel Picard   | Canada          | Ailier gauche |
| 199 | 10e  | Trevor Buchanan | Canada          | Ailier gauche |
| 220 | 11e  | John Battice    | Canada          | Ailier gauche |
| 241 | 12e  | Peter Kasowski  | Canada          | Ailier gauche |
| 15  | R.S  | Chris Tancill   | États-Unis      | Ailier droit  |

### 1990
| No  | Tour | Nom                | Nationalité     | Position       |
| --- | ---- | ------------------ | --------------- | -------------- |
| 15  | 1er  | Mark Greig         | Canada          | Ailier droit   |
| 36  | 2e   | Geoff Sanderson    | Canada          | Ailier gauche  |
| 57  | 3e   | Mike Lenarduzzi    | Canada          | Gardien de but |
| 78  | 4e   | Chris Bright       | Canada          | Centre         |
| 120 | 6e   | Cory Keenan        | Canada          | Défenseur      |
| 141 | 7e   | Jerguš Bača        | Tchécoslovaquie | Défenseur      |
| 162 | 8e   | Martin D'orsonnens | Canada          | Défenseur      |
| 183 | 9e   | Corey Osmak        | Canada          | Centre         |
| 204 | 10e  | Espen Knutsen      | Norvège         | Centre         |
| 225 | 11e  | Tommie Eriksen     | Norvège         | Défenseur      |
| 246 | 12e  | Denis Chalifoux    | Canada          | Centre         |
| 19  | R.S  | Jim Crozier        | États-Unis      | Gardien de but |

### 1991
| No  | Tour | Nom              | Nationalité     | Position       |
| --- | ---- | ---------------- | --------------- | -------------- |
| 9   | 1er  | Patrick Poulin   | Canada          | Ailier gauche  |
| 31  | 2e   | Martin Hamrlik   | Tchécoslovaquie | Défenseur      |
| 53  | 3e   | Todd Hall        | États-Unis      | Défenseur      |
| 59  | 3e   | Michael Nylander | Suède           | Centre         |
| 75  | 4e   | Jim Storm        | États-Unis      | Ailier gauche  |
| 119 | 6e   | Mike Harding     | Canada          | Ailier droit   |
| 141 | 7e   | Brian Mueller    | États-Unis      | Défenseur      |
| 163 | 8e   | Steve Yule       | Canada          | Défenseur      |
| 185 | 9e   | Chris Belanger   | Canada          | Défenseur      |
| 207 | 10e  | Jason Currie     | Canada          | Gardien de but |
| 229 | 11e  | Mike Santonelli  | États-Unis      | Centre         |
| 251 | 12e  | Rob Peters       | États-Unis      | Défenseur      |
| 15  | R.S  | Shaun Gravistin  | Canada          | Gardien de but |

### 1992
| No  | Tour | Nom                 | Nationalité     | Position      |
| --- | ---- | ------------------- | --------------- | ------------- |
| 9   | 1er  | Robert Petrovicky   | Tchécoslovaquie | Centre        |
| 47  | 2e   | Andreï Nikolichine  | Russie          | Centre        |
| 57  | 3e   | Jan Vopat           | Tchécoslovaquie | Défenseur     |
| 79  | 4e   | Kevin Smyth         | Canada          | Ailier gauche |
| 81  | 4e   | Jason McBain        | États-Unis      | Défenseur     |
| 143 | 6e   | Jarrett Reid        | Canada          | Centre        |
| 153 | 7e   | Ken Belanger        | Canada          | Ailier gauche |
| 177 | 8e   | Konstantin Korotkov | Russie          | Centre        |
| 201 | 9e   | Greg Zwakman        | États-Unis      | Défenseur     |
| 225 | 10e  | Steven Halko        | Canada          | Défenseur     |
| 249 | 11e  | Joacim Esbjors      | Suède           | Défenseur     |

### 1993
| No  | Tour | Nom                 | Nationalité        | Position       |
| --- | ---- | ------------------- | ------------------ | -------------- |
| 2   | 1er  | Christopher Pronger | Canada             | Défenseur      |
| 72  | 3e   | Marek Malik         | République tchèque | Défenseur      |
| 84  | 4e   | Trevor Roenick      | États-Unis         | Ailier droit   |
| 115 | 5e   | Nolan Pratt         | Canada             | Défenseur      |
| 188 | 8e   | Manny Legace        | Canada             | Gardien de but |
| 214 | 9e   | Dmitri Gorenko      | Russie             | Ailier gauche  |
| 240 | 10e  | Wes Swinson         | Canada             | Défenseur      |
| 266 | 11e  | Igor Tchibirev      | Russie             | Centre         |
| 6   | R.S  | Kent Fearns         | Canada             | Défenseur      |

### 1994
| No  | Tour | Nom               | Nationalité | Position       |
| --- | ---- | ----------------- | ----------- | -------------- |
| 5   | 1er  | Jeff O'Neill      | Canada      | Centre         |
| 83  | 4e   | Hnat Domenichelli | Canada      | Ailier gauche  |
| 109 | 5e   | Ryan Risidore     | Canada      | Défenseur      |
| 187 | 8e   | Tom Buckley       | États-Unis  | Centre         |
| 213 | 9e   | Ashlin Halfnight  | Angleterre  | Défenseur      |
| 230 | 9e   | Matthew Ball      | Canada      | Ailier droit   |
| 239 | 10e  | Brian Regan       | États-Unis  | Gardien de but |
| 265 | 11e  | Steve Nimigon     | Canada      | Ailier gauche  |
| 5   | R.S  | Steve Martins     | Canada      | Centre         |

### 1995
| No  | Tour | Nom                    | Nationalité | Position       |
| --- | ---- | ---------------------- | ----------- | -------------- |
| 13  | 1er  | Jean-Sébastien Giguère | Canada      | Gardien de but |
| 35  | 2e   | Sergueï Fedotov        | Russie      | Défenseur      |
| 85  | 4e   | Ian MacNeil            | Canada      | Centre         |
| 87  | 4e   | Sami Kapanen           | Finlande    | Ailier droit   |
| 113 | 5e   | Hugh Hamilton          | Canada      | Défenseur      |
| 165 | 7e   | Byron Ritchie          | Canada      | Centre         |
| 191 | 8e   | Milan Kostolny         | Slovaquie   | Ailier droit   |
| 217 | 9e   | Michael Rucinski       | États-Unis  | Défenseur      |

### 1996
| No  | Tour | Nom                  | Nationalité | Position       |
| --- | ---- | -------------------- | ----------- | -------------- |
| 34  | 2e   | Trevor Wasyluk       | Canada      | Ailier gauche  |
| 61  | 3e   | Andreï Petrounine    | Russie      | Ailier gauche  |
| 88  | 4e   | Craig MacDonald      | Canada      | Centre         |
| 104 | 4e   | Steve Wasylko        | Canada      | Centre         |
| 116 | 5e   | Mark McMahon         | Canada      | Défenseur      |
| 143 | 6e   | Aaron Baker          | Canada      | Gardien de but |
| 171 | 7e   | Greg Kuznik          | Canada      | Défenseur      |
| 197 | 8e   | Kevin Marsh          | Canada      | Ailier gauche  |
| 223 | 9e   | Craig Adams          | Canada      | Ailier droit   |
| 231 | 9e   | Askhat Rakhmatouline | Russie      | Ailier gauche  |